# 青銅縦目仮面

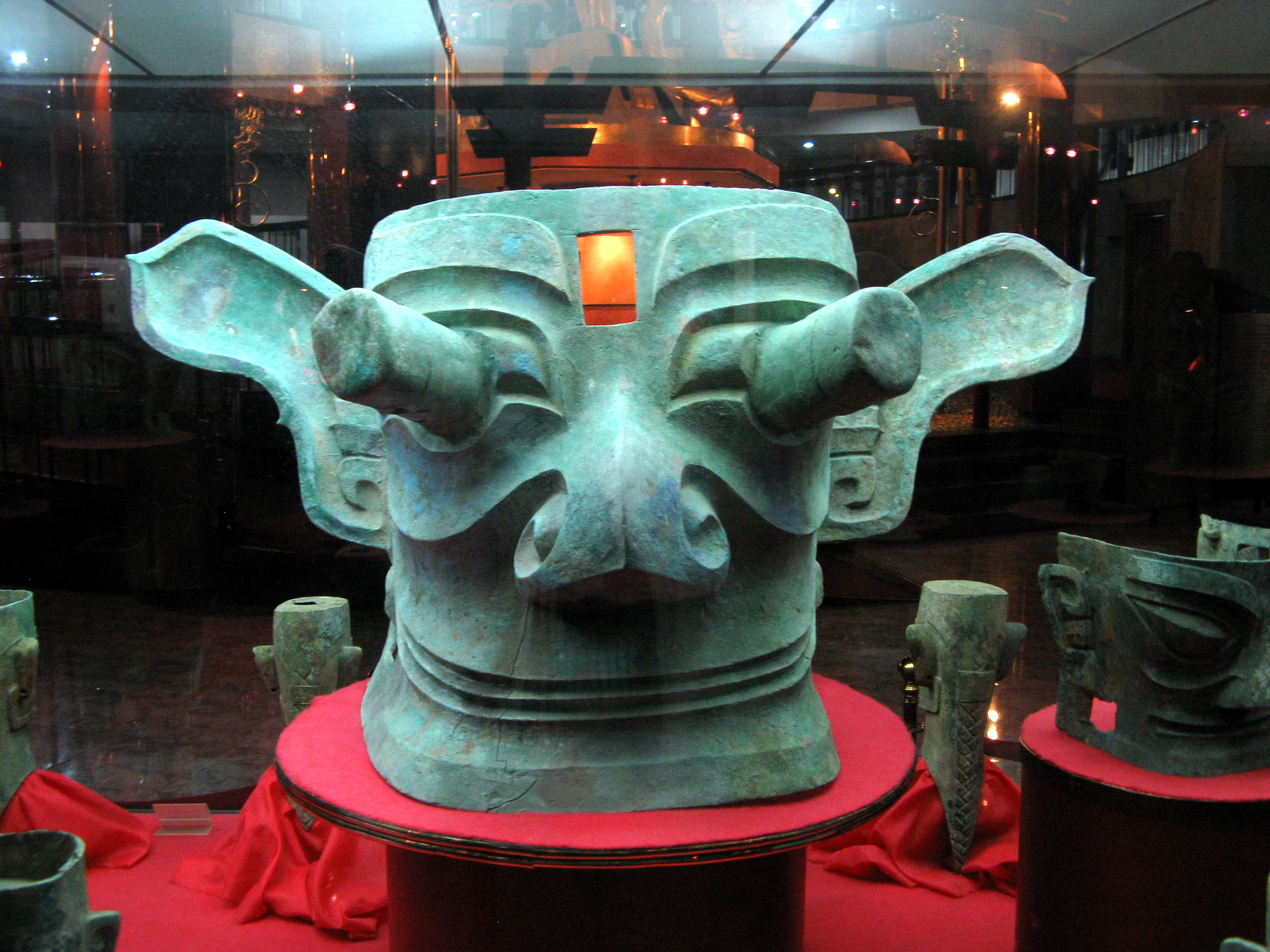
展示中の青銅縦目仮面

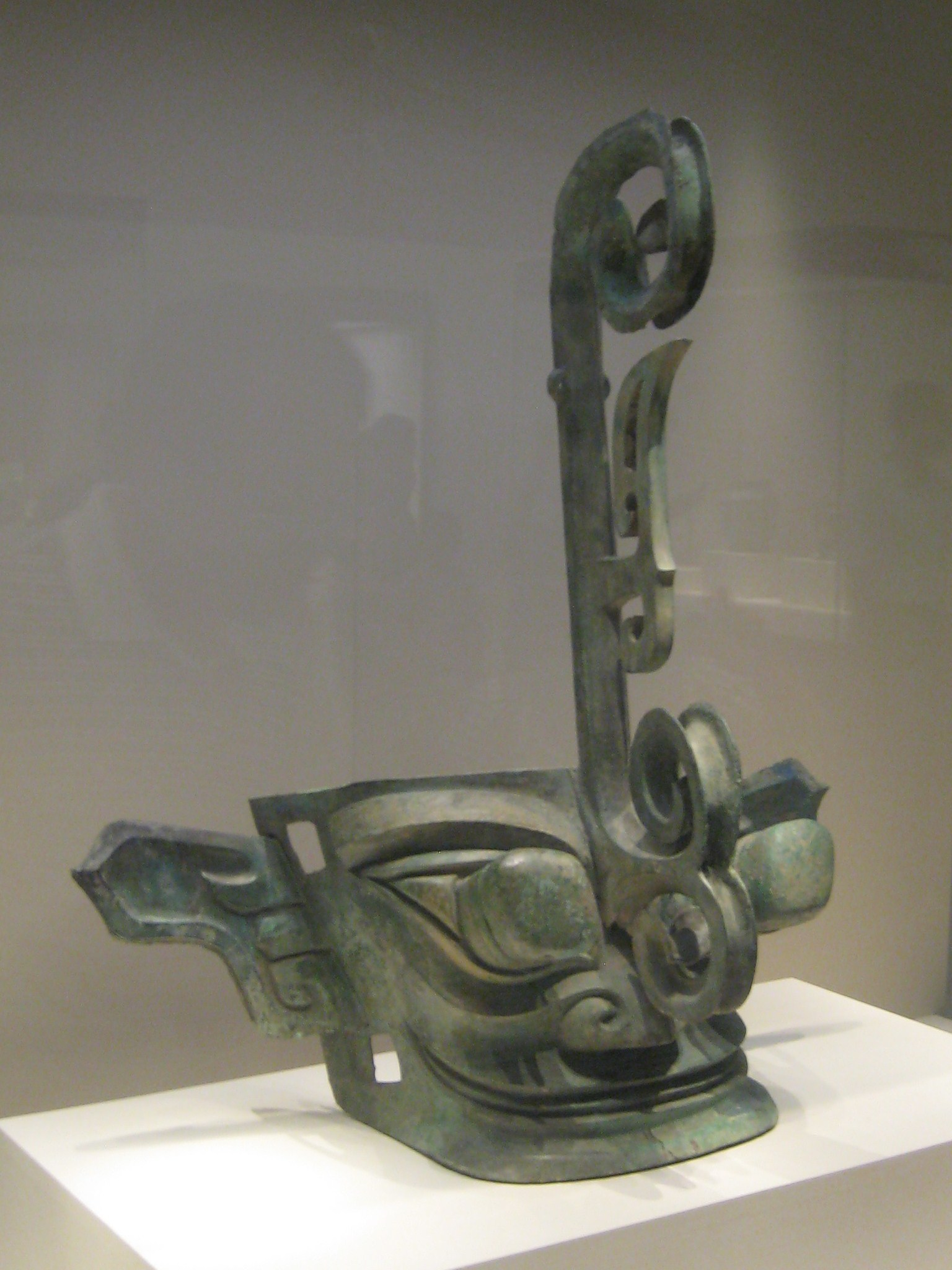
青銅戴冠縦目仮面
長大な額飾りをもつ異形の神の仮面。

青銅縦目仮面（せいどうたてめかめん）は、中国・四川省の三星堆遺跡から出土した青銅製の巨大な仮面。

## 概要
青銅縦目仮面は三星堆遺跡から出土した巨大な仮面である。幅137cm、高さ64.5cm。目から直径16.5cm、長さ13.5cmの長さの円柱状の瞳が飛び出しており、これが縦目の由来となっている。「青銅人頭像」と比べると、凸線が一本多く両端が上方まで伸びており怪しげな笑みの点で違いが見られる。一対の耳は上端が大きく広がっている。眉間の中央に穴が開いており、「青銅戴冠縦目仮面」のような巻雲状の額飾り（冠）が取り付けられているのが本来の形だと推測されるがいまは失われている。また、こめかみと下顎にも同様の穴が空いており、ここにも何かを取り付けていたと考えられている。目と耳は別に作られた後、面部の鋳型に埋め込んで合鋳(分鋳法)している。目が突出しているという異様な特徴から、“目が縦”だったと言われる古代蜀の王蚕叢だとする説が中国で有力である。
1986年に二号祭祀杭から「青銅戴冠縦目仮面」と共に出土した。二展庁展示品。

## 現代の解釈
一部の学者は古代の三星堆の祖先がヨウ素を不足しており、その結果として甲状腺機能亢進症が原因で眼球が突出したと考えている。

## ギャラリー

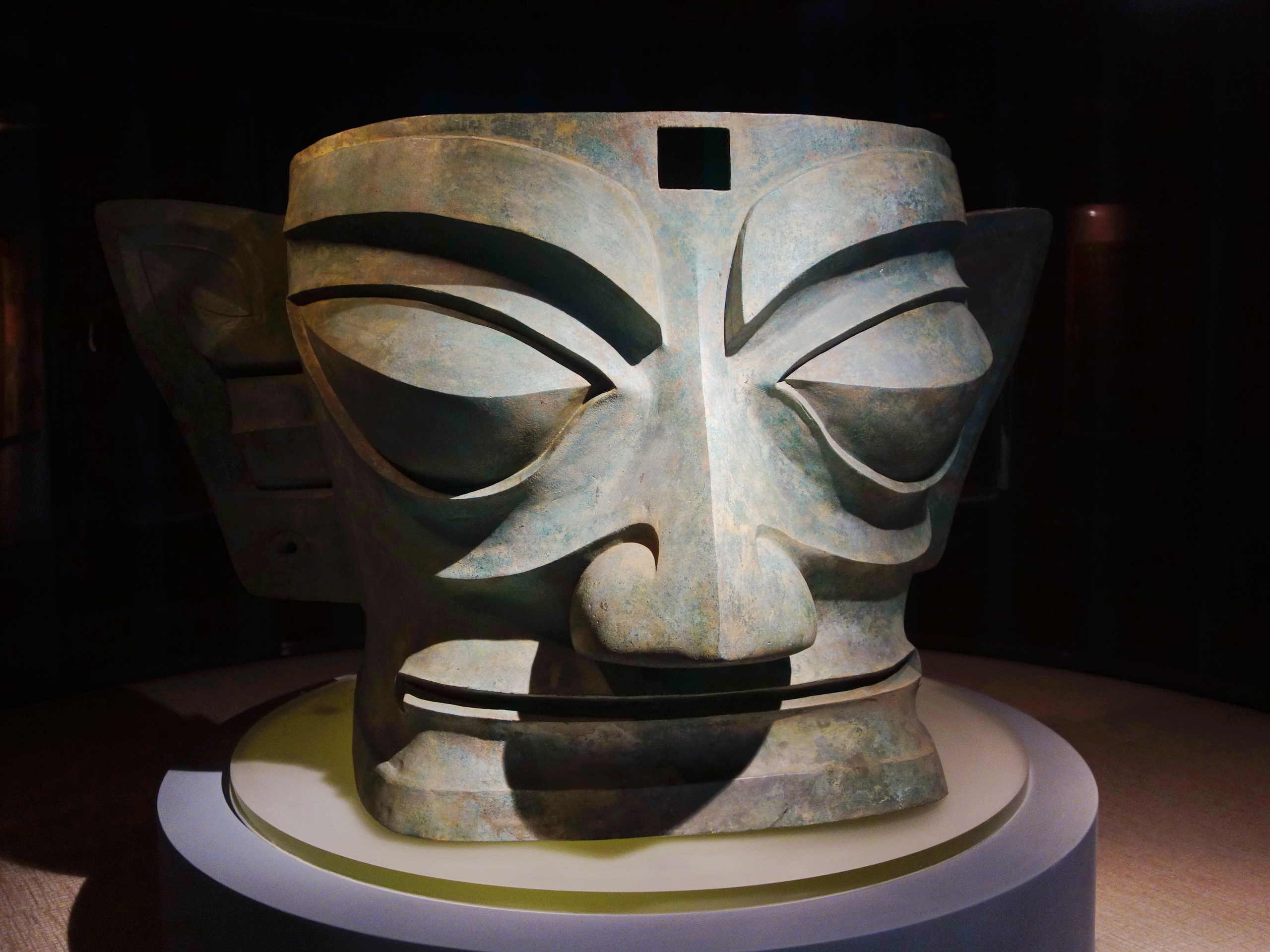
目が飛び出していない青銅の仮面
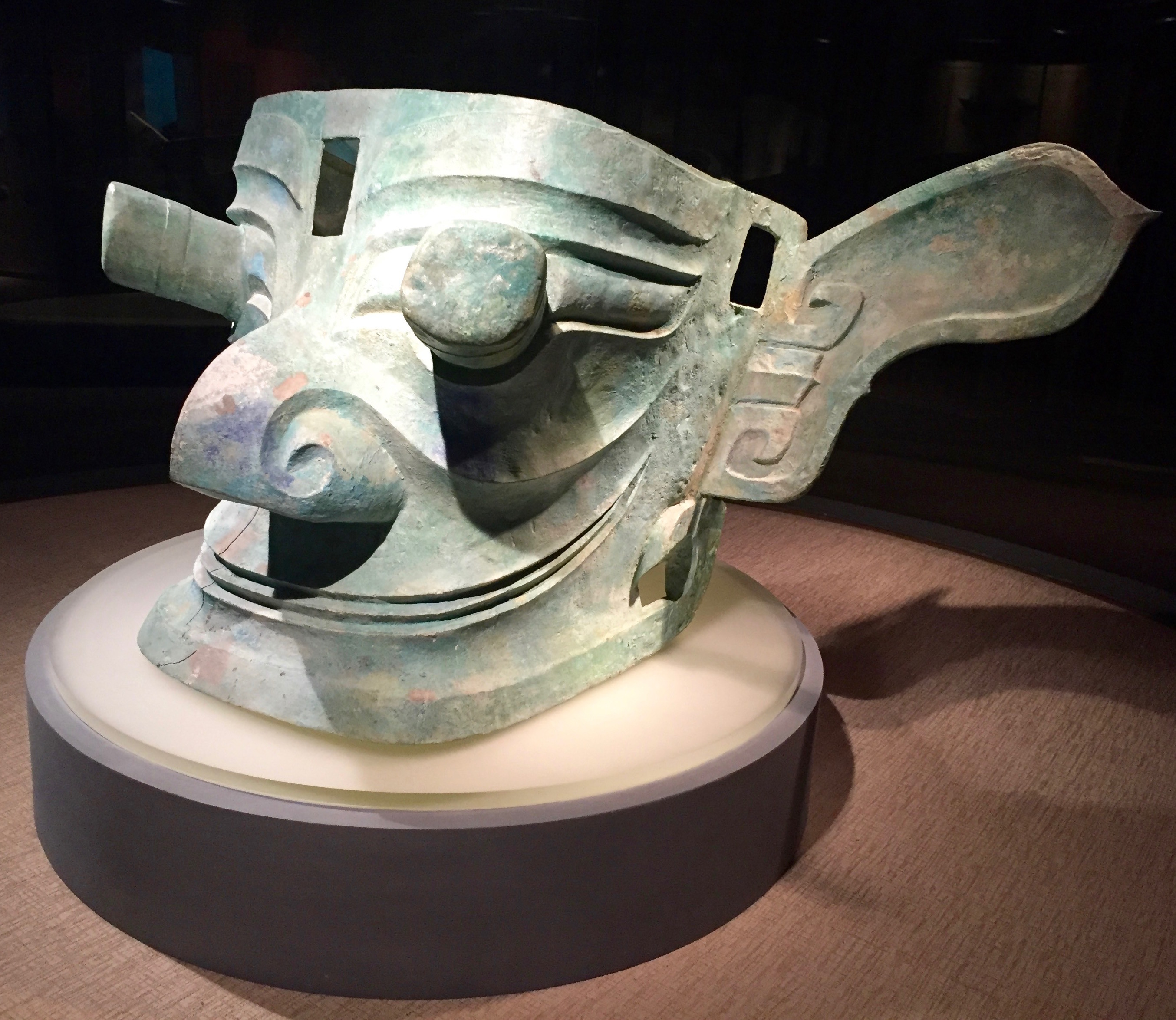
青銅縦目仮面
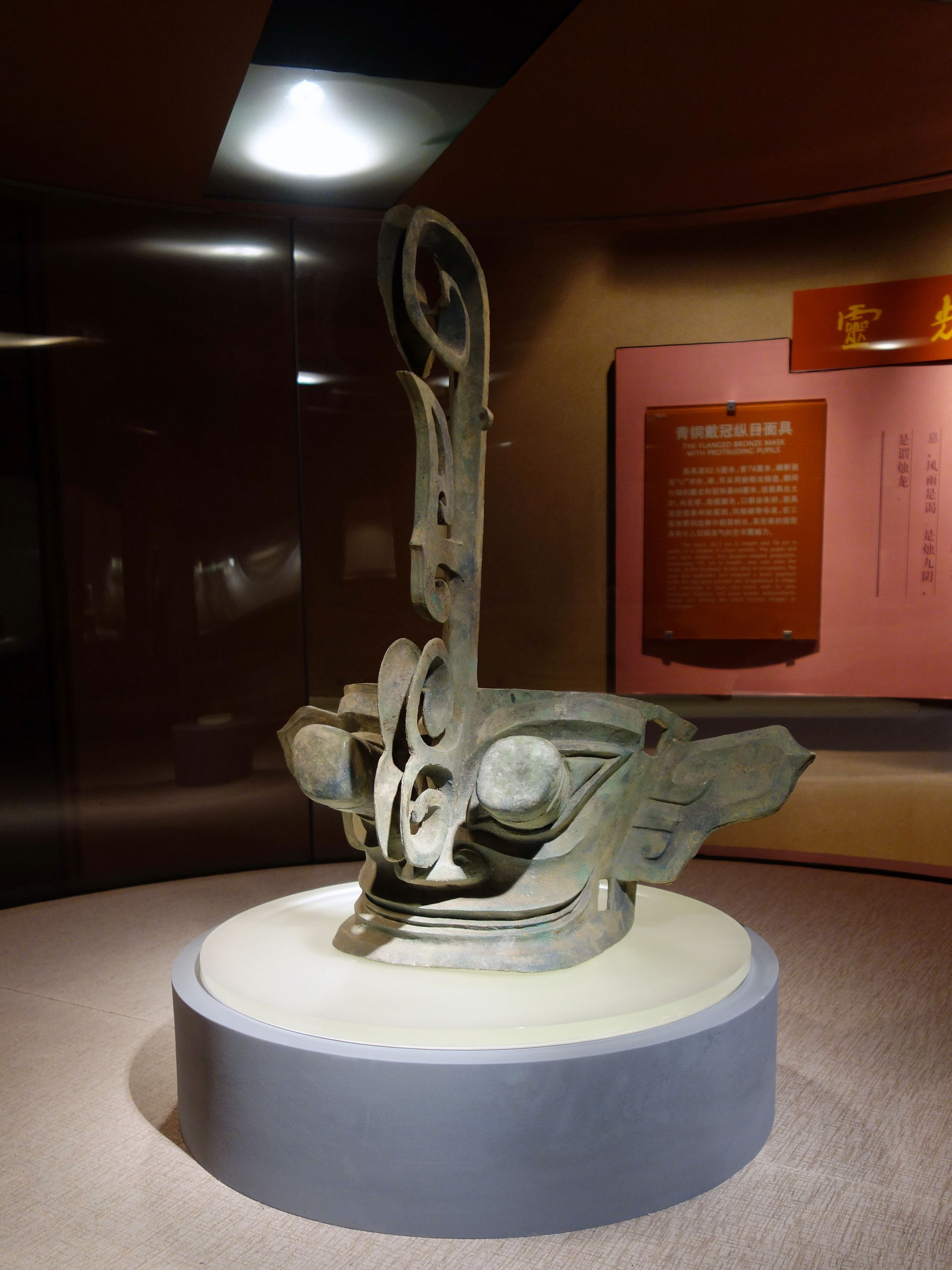
青銅戴冠縦目仮面
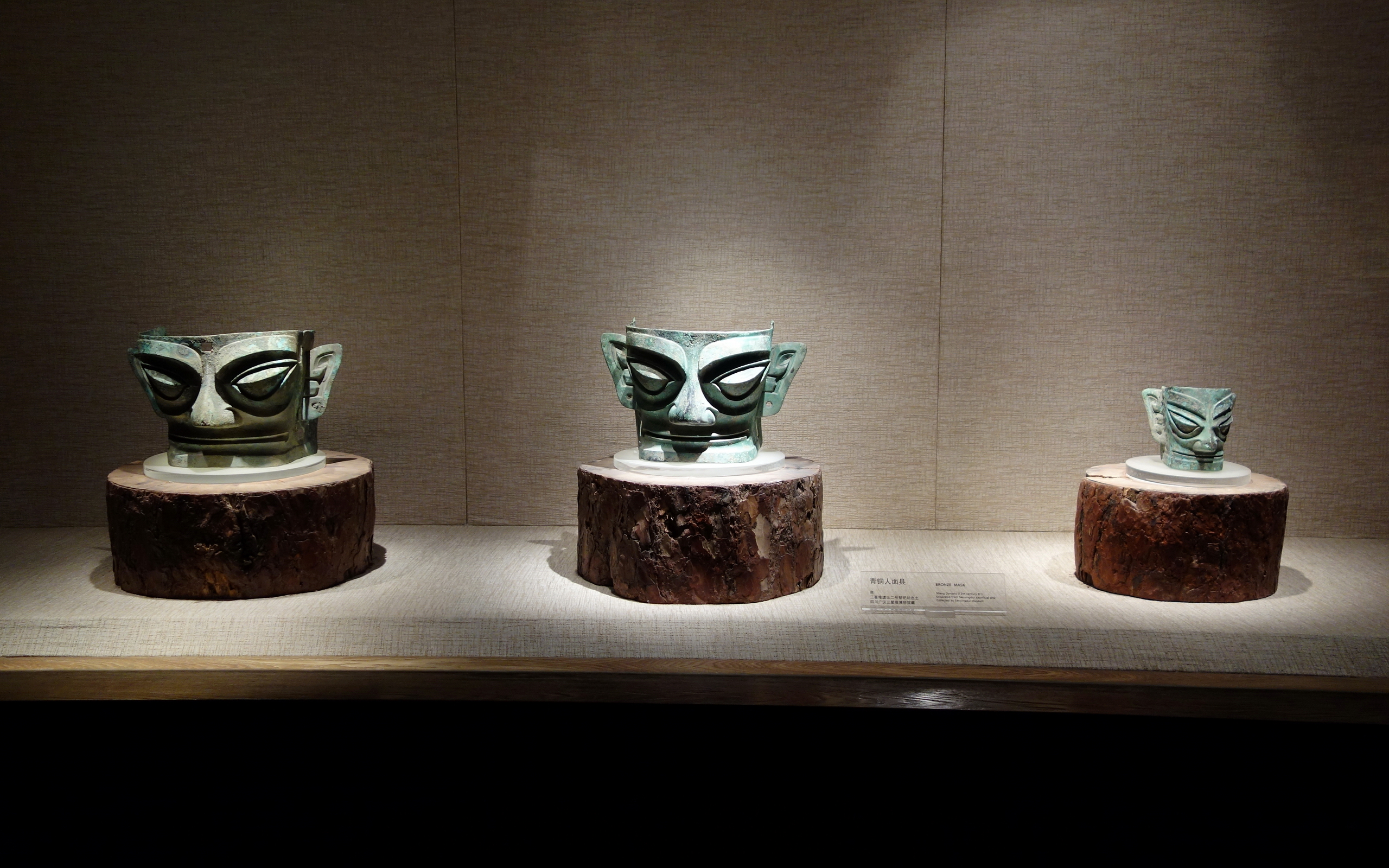
他のサイズの仮面